# Centralpalatset, Gävle

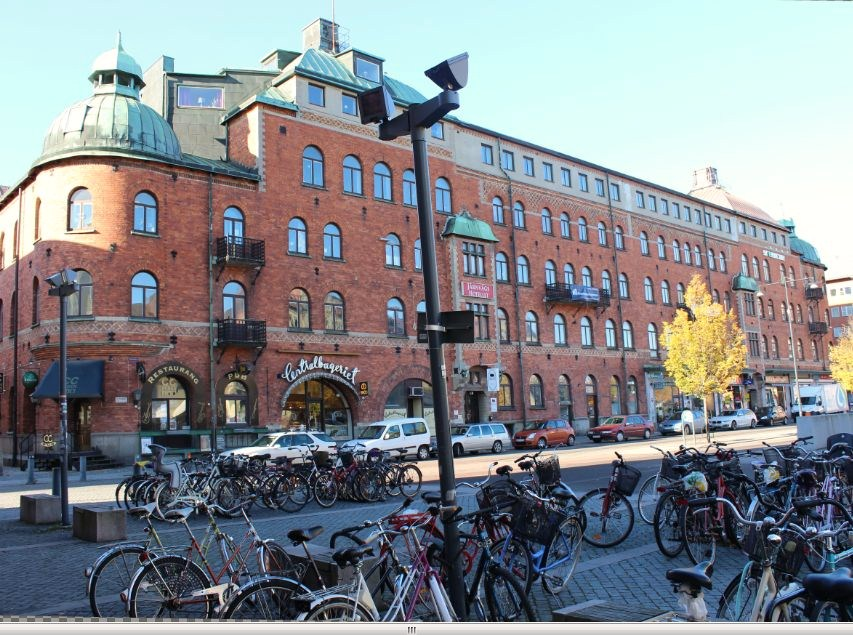
Centralpalatset i oktober 2013.

Centralpalatset är en byggnad i Gävle, uppförd 1893 och belägen på Centralplan mitt emot Centralstationen. Den är ritad av Ferdinand Boberg. Mot Norra Centralgatan ritade Boberg lokaler för åtta butiker och i gårdskällaren fanns en saluhall för 24 butiker. 1901 fanns i huset postkontor, telegraf- och rikstelefonstationer med telegraftorn, bank, bokbinderi, tryckeri, och i södra delen Centralcaféet. En tid fanns även biograf i huset.

## Andra centrala palats i Gävle
Gevaliapalatset uppfördes 1892 efter ritningar av stadsarkitekten Erik Alfred Hedin och Erik Ulrich. Byggnaden kröntes tidigare av statyn Gevalia, utförd av Carl Johan Dyfverman.
Dalapalatset i Gävle uppfördes 1899 på uppdrag av Dala änke- och pupillkassa som erbjöd livförsäkringar till familjeförsörjare för att garantera uppehälle för änkor och föräldralösa. Våningarna har senare omvandlats till privata bostäder.